# Egisto (nome)
Egisto  è un nome proprio di persona italiano maschile.

## Varianti
- Ipocoristici: Gisto[6]
- Femminili: Egista[3][6]

### Varianti in altre lingue
- Bulgaro: Егист (Egist)
- Catalano: Egist[7]
- Esperanto: Egisto
- Francese: Égisthe
- Galiziano: Existo
- Greco antico: Αἴγισθος (Aigisthos)[1][2][4]
- Greco moderno: Αίγισθος (Agisthos)
- Latino: Aegisthus[2][4]
- Lituano: Egistas
- Polacco: Ajgistos, Egist
- Portoghese: Egisto
- Rumeno: Egist
- Russo: Эгисф (Ėgisf)
- Serbo: Егист (Egist)
- Sloveno: Egist
- Spagnolo: Egisto[7]
- Ucraino: Егіст (Ehist)
- Ungherese: Aigiszthosz

## Origine e diffusione

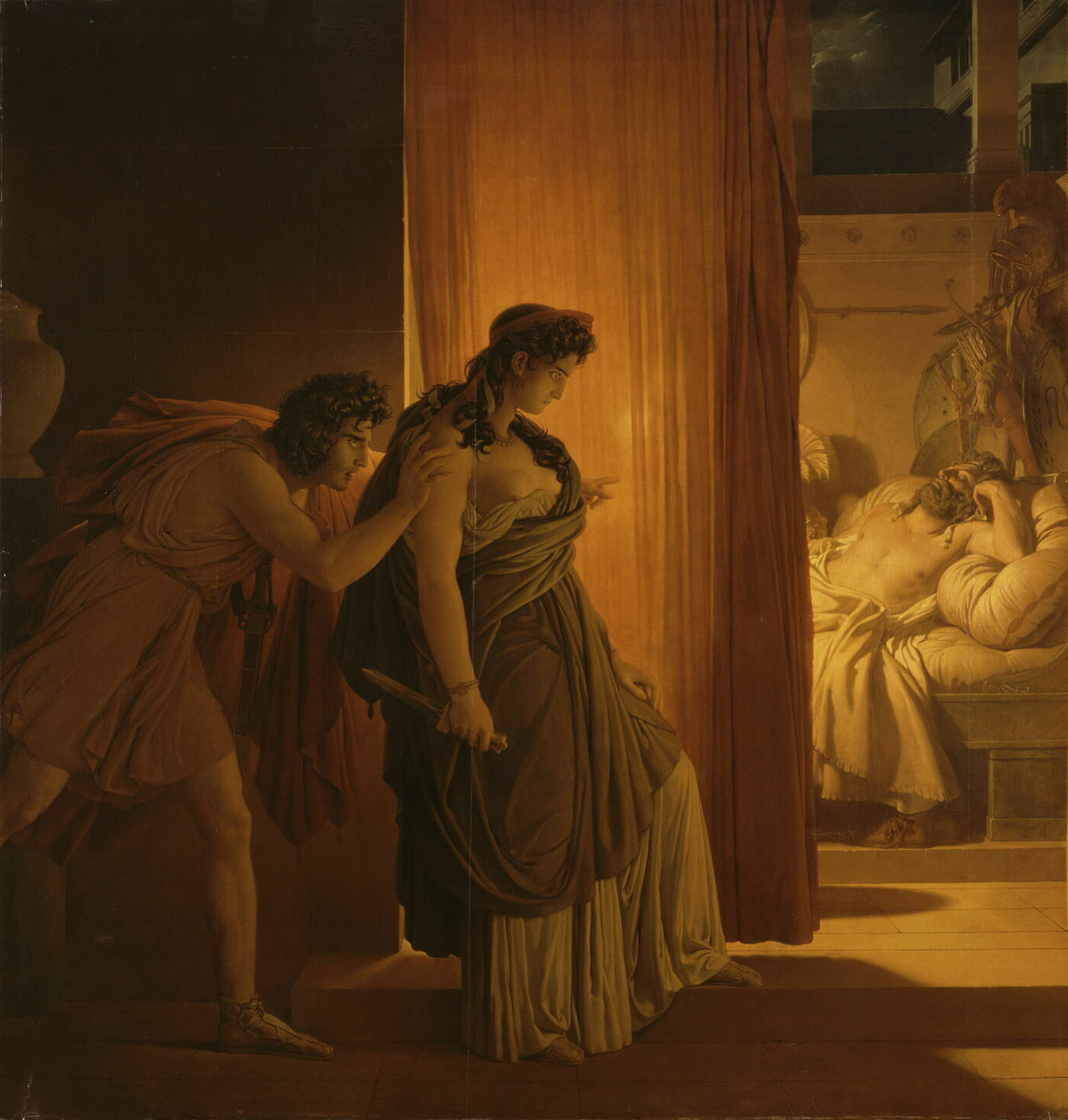
Egisto e Clitennestra si apprestano ad uccidere Agamennone in un dipinto di Pierre-Narcisse Guérin

Deriva dal nome greco Αἴγισθος (Aigisthos), latinizzato in Aegisthus; riguardo alla sua etimologia, è frequente un avvicinamento ai termini αιγας (aigas, "capra") o αἰγίς (aigis, "egida", "scudo [di pelle di capra]", da cui anche Egidio), col possibile significato di "allevato da una capra", "pasciuto dalle capre", ma altre fonti bollano queste ipotesi come paretimologie. Si tratterebbe invece, più verosimilmente, di una forma abbreviata di Αίγισθένης (Aighisthenes), un nome composto da due elementi di cui il secondo è certamente σθένος (sthenos, "forza"); per il primo, di più difficile interpretazione, sono stati proposti αἶγες (aîges, "onde") oppure l'αἰγί di αἰγίλωψ (aigílōps, "quercia"), entrambi però accostamenti problematici.
È un nome di tradizione classica e letteraria, portato nella mitologia greca da Egisto, figlio di Tieste e di Pelopia, ripreso in epoca rinascimentale; lui e la sua amante Clitennestra uccisero il di lei marito Agamennone, venendo per questo assassinati dai suoi figli, Oreste ed Elettra; nonostante la caratterizzazione marcatamente negativa del personaggio, il successo delle opere teatrali e letterarie in cui appare ne ha assicurato l'adozione.
In Italia, è maggiormente attestato in territorio toscano, anche se non gode di ampia diffusione.

## Onomastico
Il nome è adespota, cioè non ha alcun santo patrono; l'onomastico può essere pertanto festeggiato il 1º novembre, festa di Ognissanti.

## Persone
- Egisto Betti, calciatore italiano
- Egisto Corradi, giornalista, scrittore e militare italiano
- Egisto Paolo Fabbri, imprenditore, banchiere e mecenate italiano
- Egisto Ferroni, pittore italiano
- Egisto Lancerotto, pittore italiano
- Egisto Macchi, compositore italiano
- Egisto Malfatti, poeta, attore teatrale, cantautore e regista italiano
- Egisto Marcucci, regista teatrale italiano
- Egisto Masotti, astronomo italiano
- Egisto Domenico Melchiori, arcivescovo cattolico italiano
- Egisto Mosell, oboista, flautista e compositore italiano
- Egisto Olivieri, attore italiano
- Egisto Pandolfini, calciatore italiano
- Egisto Perino, generale e aviatore italiano
- Egisto Roggero, scrittore e saggista italiano
- Egisto Rubini, antifascista e partigiano italiano
- Egisto Sarnelli,  cantante e chitarrista italiano
- Egisto Volterrani, architetto, traduttore, scenografo e intellettuale italiano